# Margaret Ballinger
Violet Margaret Livingstone (Peggy) Ballinger (conocida como Margaret Ballinger, Glasgow, Escocia 1894-1980, Sudáfrica) fue la primera presidenta del Partido Liberal de Sudáfrica y Miembro del Parlamento de Sudáfrica. En 1944 Ballinger fue llamada "Reina de los Negros" por la revista TIME. En ese entonces ostentaba un poder considerable en el gobierno de Sudáfrica.

## Biografía
Margaret Hodgson nació en Glasgow, Escocia en 1894 y se mudó a Sudáfrica con su familia cuando era una niña. Su padre llegó justo antes de la Guerra de los bóeres y terminó luchando en contra de los británicos. Hodgson (Ballinger) asistió al Colegio Hugonote en Wellington antes de continuar su educación en Inglaterra. En Inglaterra asistió al Somerville College en Oxford.
Al regresar a Sudáfrica enseñó historia en la Universidad Rhodes en Grahamstown y en la Universidad del Witwatersrand. Se presentó a unas elecciones en donde había siete representantes para ocho millones de sudafricanos negros contra los 140 miembros del parlamento que representaban al otro 20% de la población. También se enfrentó a otros candidatos hombres y utilizando un intérprete logró ganarse la confianza del electorado. Se dice que utilizó la analogía de Juana de Arco para ilustrar lo que una mujer podía hacer por ellos.
Ella representó a la gente de la provincia Oriental del Cabo a partir de 1937 en el Consejo de Representantes de Nativos (Native Representatives Council en inglés, o NRC). Se le acredita, junto al senador Edgar Brookes, de haber hecho que las personas pasen de hablar sobre controlar a la población nativa sudafricana a tratar en encontrar maneras de mejorar sus vidas. En 1943 estaba proponiendo nuevas leyes y en 1947 sus planes incluyeron nueva educación y representación municipal para los "negros" y una mejor consultación con el RNC. Este periodo entre 1937 hasta los años 1950 es visto como el cual en el que Ballinger tuvo mayor influencia. Un reporte de la revista TIME de 1944 llamó a la "Sra. Ballinger" como la "Reina de los Negros". Su poder como oradora solo fue opacado por los primeros ministros Jan Smuts, y Jan Hofmeyr, su sucesor aparente. El futuro que el artículo predijo para Balling fue el de la "esperanza blanca" liderando a 24.000.000 de negros como parte de una expandida influencia británica en el sur de África. Opacó a su esposo, William, quien algunos lo ven hoy en día como que estaba fuera de su ambiente dentro de una cambiante perspectiva política. Ellos habían formado el movimiento Amigos de África, pero éste se enfocaba más en buscar financiamiento del Reino Unido que en su éxito en conectar con las organizaciones nativas políticas africanas emergentes.
Cuando el Partido Liberal de Sudáfrica fue formado en 1953, ella fue su primer presidente. El partido fue fundado por Alan Paton, quien fue uno de sus vicepresidentes. Fue una de las pocas personas en pronunciarse en contra de las ideas del apartheid de Hendrik Frensch Verwoerd.
En 1960 dejó el parlamento cuando el gobierno sudafricano abolió los curules parlamentarios que representaban a los africanos. Recibió la medalla de bronce en 1961 por parte de la Sociedad Real Africana del Reino Unido por sus servicios a África. Su mención habla sobre los lazos que había establecido entre las mujeres europeas y africanas y sobre el hogar para niños enfermos que estableció.
Dejó el partido antes de que sea disuelto por sus propios miembros en 1968. Para ese entonces se volvió ilegal que un partido político tenga miembros de más de una raza. El partido prefirió disolverse a tener que escoger.

## Obra
- From Union to Apartheid - A Trek to Isolation, 1969

## Legado
El hogar para niños enfermos que fundó fue clausurado durante la época del apartheid, pero recientemente ha sido renovado. Ballinger había creado tres escuelas en el Soweto sin permisos oficiales, la primera de las cuales fue nombrada en su honor.